# 松田学

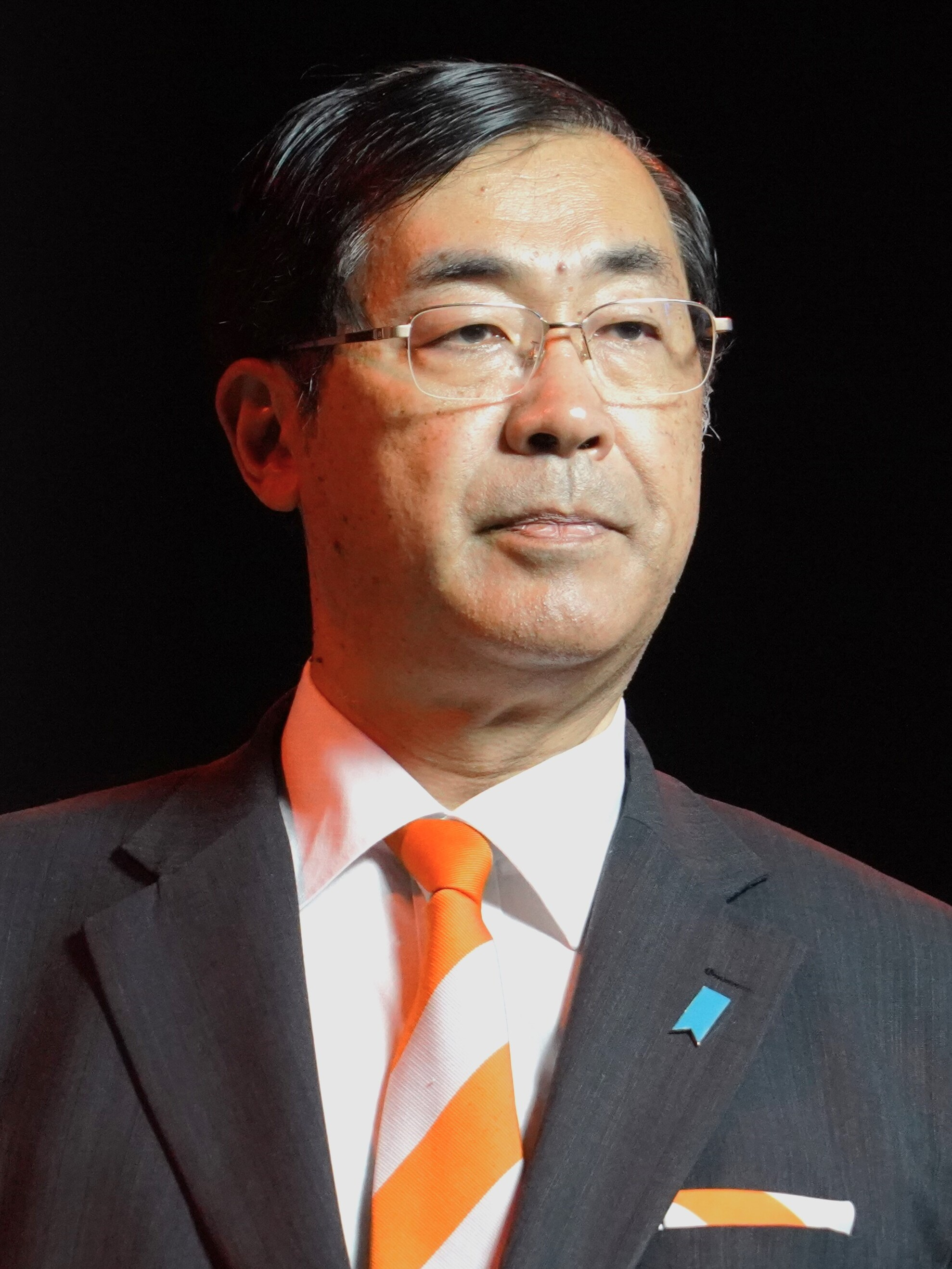
2024年10月、秋葉原駅前にて

松田 学（まつだ まなぶ、1957年〈昭和32年〉11月11日 - ）は、日本の政治家、財務官僚、大学教授。参政党所属の参議院議員（1期）、参議院懲罰委員長、参政党両院議員総会長兼参議院議員会長。
衆議院議員（1期）、参政党代表（初代）、預金保険機構金融再生部長、郵便貯金・簡易生命保険管理機構理事、東京医科歯科大学教授兼学長特別補佐、財務省関税局管理課長、国土交通省北海道局予算課長、財務省関税局監視課長、同関税企画官、横浜税関総務部長、内閣官房内閣審議官、成田税関支署長などを歴任。

## 経歴
1957年、京都府生まれ。1976年、千葉県立千葉高等学校卒業。1981年、東京大学経済学部卒業後、大蔵省入省（大臣官房調査企画課）。1983年、ボン大学社会経済学研究所留学。その後、洲本税務署長、大阪国税局査察部長、大蔵省大臣官房企画官、東京税関成田税関支署長、横浜税関総務部長、財務省関税局調査課関税企画官、財務省関税局監視課長、国土交通省北海道局予算課長、財務省関税局管理課長、東京医科歯科大学教養部教授、郵便貯金・簡易生命保険管理機構理事、預金保険機構金融再生部長を歴任。
2010年4月27日、財務省大臣官房付を最後に財務省を退官。同年7月、第22回参議院議員通常選挙で神奈川県選挙区にたちあがれ日本から立候補し落選。同年9月、トータル・オペレイティング・プロダクト顧問に就任。同年10月、大樹総研株式会社特別研究員・執行役員に就任。
2011年、医療法人豊岡会顧問に就任。
2012年、第46回衆議院議員総選挙では太陽の党を経て日本維新の会に合流。比例南関東ブロック（比例単独2位）に立候補し、初当選。日本維新の会国会議員団副幹事長、衆議院内閣委員会理事などを務めた。
2014年、日本維新の会分党にあたり次世代の党結党に参加。党政調会長代理に就任した。第47回衆議院議員総選挙では神奈川7区から立候補するも落選。
2016年、自由民主党に移籍し、第24回参議院議員通常選挙に向けて開催されたネット投票ファイナリストとなるが、最終選考で伊藤洋介に敗れたため本選挙には出馬しなかった。
2019年10月、「ジュピタープロジェクト」に関与したとして関係者13人とともに、投資家11人に約1億円の損害賠償請求訴訟を提起される。
2020年4月、政治団体「参政党」を神谷宗幣、KAZUYA、渡瀬裕哉、篠原常一郎とともに結成。2021年12月より赤尾由美、吉野敏明と共に参政党共同代表に就任。
2022年7月10日に執行された第26回参議院議員通常選挙に比例区から立候補したが、落選した。7月15日、参政党の代表に就いたことが発表された。
2023年8月30日、参政党は松田が代表を辞任し、副代表で参議院議員の神谷宗幣が後任の代表に就任すると発表した。神谷はこの日の記者会見で、松田がSNSなどで「党に対して混乱を生むような発言があった」として代表辞任を求めたと説明した。同年9月28日、次期衆院選に比例南関東ブロックから立候補することが発表された。
2024年10月27日に執行された第50回衆議院議員総選挙に参政党の比例東京ブロック単独1位として立候補したが、参政党は同ブロックで議席を確保できず落選した。
2025年7月20日に執行された第27回参議院議員通常選挙に比例区から立候補し、当選。8月1日、参議院懲罰委員長に就任。同日、党両院議員総会長兼参議院会長に就任。

## 政策・主張

### 外交・安全保障
- 憲法9条の改正に賛成[32][33]
- 集団的自衛権の行使に賛成[32]。
- 首相の靖国神社参拝を問題ないとしている[32]。
- 「村山談話」及び「河野談話」を見直すべきとしている[32]。
- 特定秘密保護法を必要としている[32]。
- 中国脅威論に関連し、「今日の香港、明日の台湾、明後日の沖縄」という言葉もあるが、中国の日本への浸透工作は着々と進展していると述べている[34]。
- 2025年の参議院選挙の選挙演説において、「我々の先輩たちは『人種差別のない世界をつくりたい』と、大東亜戦争を戦った」と主張した[35]。

### 経済
- 大樹総研株式会社特別研究員時代の2012年には、「消費税引き上げで国民の負担は増えない」と題し、日本と同じく高齢化が進む欧州では消費税はおおむね20%であるとし、日本の消費税率の引き上げ目標は16%に設定するのが常識的な線と主張した[36]。一方で2025年のアンケートには消費税は廃止すべきと回答した[33]。
- 原発は日本に必要[32]。
- カジノの解禁に賛成[32]。

### 社会
- 「道徳」を小中学校の授業で教える事に賛成[32]。
- 負担増が耐えられないため、年金の給付水準が下がるのはやむをえないとしている[32]。
- ヘイトスピーチを法律で規制することに賛成[32]。
- 選択的夫婦別姓制度導入に反対[37]。
- 女性宮家に反対[38]。
- 新型コロナワクチンの接種について、2022年10月に行った街頭演説で「殺人兵器ですよ」と語った[39]。
- 2023年4月には、「発達障害の医療利権を糾す」とtwitterに投稿。街頭演説でも「発達障害は存在しない」と語った。しかし、2025年7月11日には「十分なエビデンスがなく、妥当性が検証できないことから、私としては、そのような発言はやめております。ご迷惑をおかけしたことをお詫びします」とX（旧twitter）上で謝罪した[40]。

## 人物
- 入省同期に浅川雅嗣（財務官）[41]、石井菜穂子（地球環境ファシリティ事務局長）[42]、上田衛門（慶応義塾大学教授）[43]、富屋誠一郎（株式会社SBJ銀行代表取締役社長）[44]、向井治紀（内閣府大臣官房番号制度担当室長、内閣審議官）[45]らがいる。
- 日本会議の椛島有三について、「日頃からお世話になっている」と述べている[46]。

## 選挙
| 当落 | 選挙                     | 執行日         | 年齢 | 選挙区             | 政党         | 得票数    | 得票率 | 定数 | 得票順位 /候補者数 | 政党内比例順位 /政党当選者数 |
| ---- | ------------------------ | -------------- | ---- | ------------------ | ------------ | --------- | ------ | ---- | ------------------ | ---------------------------- |
| 当   | 第46回衆議院議員総選挙   | 2012年12月16日 | 55   | 比例南関東ブロック | 日本維新の会 | ーー票    | ーー   | 22   | /                  | 2/5                          |
| 落   | 第47回衆議院議員総選挙   | 2014年12月14日 | 57   | 神奈川県第7区      | 次世代の党   | 1万73票   | 4.42%  | 1    | /                  | 8/0                          |
| 落   | 第26回参議院議員通常選挙 | 2022年07月10日 | 64   | 参議院比例区       | 参政党       | 7万3627票 | 18.5%  | 1    | /                  | 3/1                          |
| 落   | 第50回衆議院議員総選挙   | 2024年10月27日 | 66   | 比例東京ブロック   | 参政党       | ーー票    | ーー   | 19   | /                  | 1/0                          |
| 当   | 第27回参議院議員通常選挙 | 2025年07月20日 | 67   | 参議院比例区       | 参政党       | 8万8419票 | -%     | 50   | 4/10               | 4/7                          |

## 著書
- 松田学『競争も平等も超えて―チャレンジする日本の再設計図』財経詳報社、2008年10月
- 松田学、和久田容代『こどもの絵本ずかん 日本語と英語が学べる』ブティック社、2010年4月
- 松田学『TPP興国論 元財務官僚の「日本が強くなるシナリオ」』ロングセラーズ、2012年2月
- 松田学『ニッポン興国論 元財務官僚が書いた「日本力倍増プラン」』ロングセラーズ、2012年9月
- 松田学『国力倍増論 もう大丈夫といわれる国にしたい』創藝社、2014年9月
- 松田学『サイバーセキュリティと仮想通貨が日本を救う』創藝社、2018年7月
- 松田学、伊藤秀俊『米中知られざる「仮想通貨」戦争の内幕』宝島社、2019年2月
- 松田学『いま知っておきたい「みらいのお金」の話』アスコム、2019年2月
- 松田学、和久田容代『 こどもの絵本ずかん新装版 日本語と英語が学べる』ブティック社、2020年7月
- 松田学、井上正康『新型コロナが本当にこわくなくなる本 「医学」「政治」「経済」の見地から 新型コロナ騒動を総括する』方丈社、2021年5月
- 松田学、井上正康『新型コロナ騒動の正しい終わらせ方』方丈社、2021年12月
- 松田学『日本をこう変える 世界を導く「課題解決型国家」の創り方』方丈社、2022年2月
- 松田学、武田邦彦『 これで日本は大丈夫！ どうする経済・エネルギー・皇室伝統……』方丈社、2022年5月
- 松田学『日本再興　経済編 グローバリズム支配から日本を取り戻し、世界をリードする財政・通貨改革』方丈社、2023年3月
- 松田学、馬渕睦夫『日本を危機に陥れる黒幕の正体 最新版』宝島社、2023年10月

## メディア出演
- 『ニホンのナカミ』（2018年7月 - 2020年3月、エフエム富士）
- 『松田学の未来経済タイムズ』（2021年4月 - 12月、BSテレ東）